# Jupda
Jupda, hupda, hupdá-makú, hupdə o ubde es un pueblo indígena que habita en la cuenca alta del río Negro en el noroccidente de la Amazonia, estado del Amazonas (Brasil) y departamento del Vaupés (Colombia), sobre todo en los bosques a ambos lados del río Papurí, al norte, y entre este y el río Tiquié, al sur.

Los Jupda son conocidos por su profundo conocimiento de la selva y su habilidad para adaptarse a su entorno. Su subsistencia se basa en la caza, la pesca, la agricultura de subsistencia y la recolección de frutas y plantas silvestres. Además, tienen una rica tradición cultural que incluye ceremonias, música, danza y artesanías. Históricamente, han enfrentado desafíos debido a la presión de la colonización y la explotación de los recursos naturales en su territorio, lo que ha llevado a esfuerzos para preservar su cultura y territorio ancestral. En la actualidad, muchas organizaciones trabajan en colaboración con los Jupda para proteger sus derechos y promover su bienestar.

## Territorio
Los Jupda son cazadores-recolectores originalmente nómadas, designados por lo tanto por los demás con el nombre genérico de "macú". Son una 1.500 personas que viven en distintos grupos locales de 10 a 70 individuos, del lado brasilero en el municipio de São Gabriel da Cachoeira, en las áreas indígenas multiétnicas Yauareté II y Pari Cachoeira I al norte del río Tiquié y del lado colombiano en el Resguardo indígena multiétnico Parte Oriental del Vaupés, en Igarapé Inambú, Piracuara y San Joaquín-Acaricuara.

## Modo de vida
Cazan con cerbatana, dardos con curare y arco y flecha, venados, pecarís, monos, agutís, lapas y aves. Pescan con trampas, barbasco y también con arco y flecha. Recolectan ranas, hormigas, larvas de coleópteros ("mojojoy"), miel, tubérculos y gran diversidad de frutos. Practican la horticultura itinerante en pequeña escala en chagras con diversidad de especies, en las cuales predomina la yuca amarga, al lado de ñame, coca y frutales, entre otras.
Fabrican sus hamacas y canastos, uno de los cuales ("aturá" o mayn) usado para carga, es fabricado por las mujeres de un bejuco y usado para intercambiar por objetos elaborados por indígenas de otras etnias o de origen industrial. 
Viven en campamentos o casas sin paredes con techo de paja de hojas de palmas. Son conocidos regionalmente como peoná, nombre de origen tucano que significa "dueños de los caminos", alusión a su nomadismo y al hecho de que no viajan de canoa, como todos los demás indígenas de la región, sino a pie, por las trochas.
Tradicionalmente conviven en grupo, entre 20 y 35 personas - unos seis hogares. Cada hogar se compone de marido, esposa o esposas, hijos solteros y parientes eventuales del marido o de las esposas. En general, cada unidad doméstica posee un fogón propio en torno al cual se reúnen para comer y dormir. 
Cada grupo local posee en promedio 8 campamentos de caza en un radio de 7 a 10 km. Un chamán o "payé" (kədʔɨh) se encarga de velar por la salud del grupo y enfrentar espirutualmente a los enemigos y se supone que en los sueños toma forma de jaguar para viajar y saber. 
Un conjunto de grupos locales a una distancia entre sí de un día de camino, forman un gran grupo regional. Los Jupda conforman por lo menos tres grupos regionales, de unas 260 personas cada uno, separados entre sí por cursos de agua navegables, cuyas márgenes son ocupadas por "indios de río" (principalmente tucanos). Los adultos de un mismo grupo regional se conocen todos por el nombre y saben con precisión las relaciones de que los unen, lo que contrasta con el conocimiento precario que poseen de la gente de grupos de las demás regiones. 
El grupo regional es endogámico, en cambio dentro de él, cada clan es exogámico ya que se considera impropio el matrimonio o las relaciones sexuales entre personas del mismo clan. Esto se correlaciona con una concepción de tipo dravídico que considera ideal el matrimonio entre primos cruzados (kɔt tog y kɔt tæh) y en cambio prohíbe el matrimonio entre primos paralelos. 
El ritual y evento social más frecuente entre los Jupda es el dabakuri, cuya motivación es la entrega de un grupo local a otro o de una familia a otra o entre afines, de un regalo (por ejemplo frutos silvestres, "fariña" de yuca, carne de cacería o pescado). Se supone la reciprocidad, aunque generalmente es motivo para un evento posterior. Se consume chicha o licor fermentado de yuca. Se improvisan discursos, se baila, los hombres iterpretan flautas y tambores y las mujeres cantan.
La interrelación de los Jupda con los otros grupos humanos tiende a ser asimétrica, de manera que trabajan para los demás y tradicionalmente para indígenas de la familia tucano a cambio de alimentos y objetos, por lo que se les designaba como "macú de tucano". La colonización de su territorio ha causado destrucción de su hábitat y provocado multiplicado las enfermedades contagiosas, especialmente la malaria. Actualmente hay tendencia de varios grupos a sedentarizarse, lo que genera nuevos problemas de salud y de nutrición.

## Lengua
El idioma de los Jupda o húpüd /hup ʔɨdn/, pertenece a la familia makú-puinave, dentro de la cual integra el grupo Nadahup, junto con las lenguas de los Dâw (75% de cognados) y los Nadëb (50% de cognados). Registra tres dialectos: menaidã (oriental o abajeño), central y, poraidã (occidental o arribeño). Comparte el 90 por ciento del vocabulario con la lengua de los Yuhup, que habitan entre los ríos Tiquié, Taraira y Apaporis.